# Divinylbenzène
Pour les articles homonymes, voir DVB.
Le divinylbenzène ou DVB (diéthénylbenzène en nomenclature systématique) est un hydrocarbure aromatique de formule C10H10. Comme son nom l'indique, il est constitué d'un noyau de benzène substitué par deux groupements vinyle (–CH=CH2). Il existe trois isomères du divinylbenzène, en fonction des positions relatives des groupements vinyle sur le noyau benzénique :
- le 1,2-divinylbenzène ou orthodivinylbenzène ;
- le 1,3-divinylbenzène ou métadivinylbenzène ;
- le 1,4-divinylbenzène ou paradivinylbenzène.

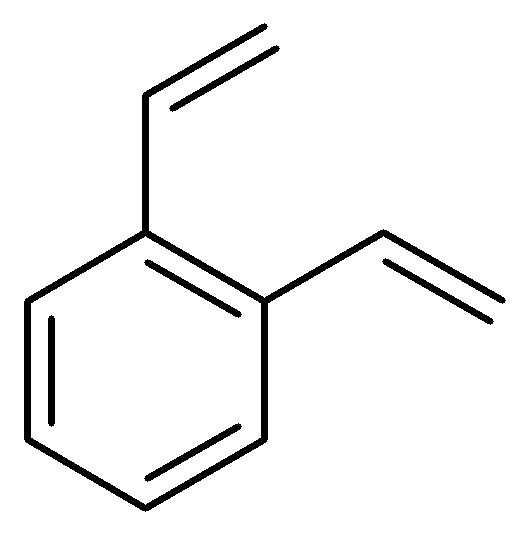
1,2-divinylbenzène
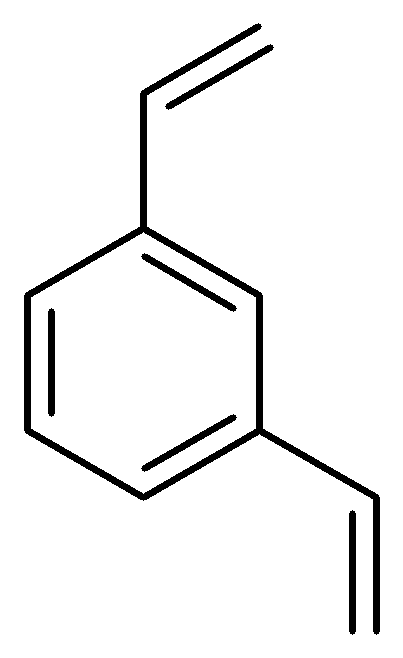
1,3-divinylbenzène
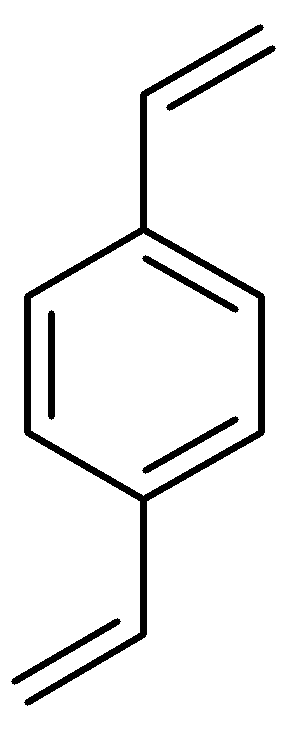
1,4-divinylbenzène

## Propriétés
Les composés ortho et méta sont à température et pression normales des liquides incolores, inflammables, irritant pour les muqueuses et se polymérisant facilement. Le composé para, dû à sa configuration particulière, a une température de fusion bien plus haute que les autres isomères (31 °C contre −67 °C pour les deux autres) et est donc solide à température ambiante.
Ces trois composés sont insolubles dans l'eau.

## Utilisation
Les divinylbenzènes sont utilisés comme agent de réticulation dans des copolymères du polystyrène, ce qui réduit leur solubilité dans les solvants organiques, augmente leur résistance physique, leur dureté, leur résistance à la chaleur, sans affecter leur aspect et leurs propriétés optiques ou électriques.
Le para-divinylbenzène est également un composé dans la Cholestyramine qui est une résine échangeuse d'ions utilisée comme normolipémiant.